# Карлстат (Њу Џерзи)
Карлстат (енгл. Carlstadt) град је у америчкој савезној држави Њу Џерзи.

## Демографија
По попису из 2010. године број становника је 6.127, што је 210 (3,5%) становника више него 2000. године.
| Група             | 2000.         | 2010.         |
| Белци             | 4.970 (84,0%) | 4.312 (70,4%) |
| Афроамериканци    | 81 (1,4%)     | 146 (2,4%)    |
| Азијати           | 366 (6,2%)    | 504 (8,2%)    |
| Хиспаноамериканци | 473 (8,0%)    | 1.104 (18,0%) |
| Укупно            | 5.917         | 6.127         |